# Ichneumon chrysopus
Ichneumon chrysopus là một loài tò vò trong họ Ichneumonidae.